# Bathyagonus pentacanthus
Bathyagonus pentacanthus är en fiskart som först beskrevs av Gilbert, 1890.  Bathyagonus pentacanthus ingår i släktet Bathyagonus och familjen pansarsimpor. Inga underarter finns listade.